# Бентън (окръг, Арканзас)
Вижте пояснителната страница за други значения на Бентън.
Окръг Бентън (на английски: Benton County) е окръг в щата Арканзас, Съединени американски щати. Площта му е 2279 km², а населението – 221 399 души (2010). Административен център е град Бентънвил.